# Ion Tripșa
Ion Tripșa, né le 30 mars 1934 et mort en 2001, est un tireur sportif roumain.

## Carrière
Ion Tripșa participe aux Jeux olympiques de 1964 à Tokyo et remporte la médaille d'argent dans l'épreuve du pistolet feu rapide à 25m.